# ستري (فلم 2018)
ستري هو فيلم كوميدي_رعب هندي لعام 2018 من إخراج أمار كوشيك، وإنتاج دينيش فيجان وراج نيديمورو وكريشنا دي.كي تمَّ إنتاجه تحت شعار Maddock Films بالتَّعاون مع DR Films. الفيلم مأخوذ عن أسطورة المدن الهنديَّة، Nale Ba، عن ساحرة كانت تطرق على أبواب الناس ليلاً. الأدوار الرَّئيسية في هذا الفيلم من بطولة راجكومار راو وشرادها كابور مع أبارشاكتي كورانا، أبهيشيك بنرجي ورام كريشنا دهاكال. عرض الفيلم في 31 أغسطس 2018. وكان يتم العمل على الجزء الثاني.

## القصَّة
قصَّة الفيلم في مكان يسمى تشانديري في مدهيا برديش، حيث تقوم ساحرة، يطلق عليها الناس اسم «الامرأة»، بخطف الرِّجال فقط خلال المهرجان، ويتبقَّى فقط ملابسهم.
لحماية النَّاس منها يكتب النَّاس خارج منازلهم «تعالي أيتها الامرأة غداً».
فيكي (راجكومار راو) هو خيَّاط يعيش في قرية تشانديري، يمتلك محل خياطة، حيث يعيش مع أصدقائه بيتو (أبارشاكتي كورانا) وجانا (أبهيشيك بنرجي). يقع في حب فتاة مجهولة الاسم (شرادها كابور)، يعتقد أصدقاء فيكي أنَّها تكون تلك الامرأة
بسبب تصرُّفاتها الغامضة.
في هذه الفترة، يختفي أيضاً جانا صديق فيكي. من أجل إنقاذه يأتي إلى رودرا (بانكاج تريباثي) من سكان تشانديري، ويصلون إلى قصر الأشباح في رحلة البحث عنه، فيصطدم فيكي بالإمرأة في ذلك المكان، وتأتي صديقته لإنقاذه. عندها علموا أنَّ الامرأة هي شخص آخر غيرها. في هذا الوقت يعود جانا لكن تصرفاته تبدَّلت.
في اللَّيلة التَّالية، يختفي العديد من الأشخاص في المدينة، ومن أجل حماية النَّاس يذهبون إلى الكاتب شاستري (فيجاي راج) كاتب الكتاب عن تلك المرأة، حيث علموا من الكاتب أنَّ فيكي وحده يستطيع أن يقتلها.
بدلاً من أن يقتل الامرأة، يقوم فيكي بقطع جدَّيلة شعرها، فتذهب طاقتها.
في اليوم التَّالي، تقابل الفتاة المجهولة فيكي وتغادر من الحافلة، لكن فيكي نسي أن يسألها عن إسمها.
بعد ذلك تمَّ الكشف أنَّها كانت السَّاحرة وهي من كانت خلف طاقة المرأة وأرادت الحصول عليها بمساعدة فيكي من أجل مساعدتها.
واختفت من الحافلة بعد أن شبكت الجدَّيلة في شعرها.
في العام التَّالي في المهرجان: أتت المرأة مجدداً إلى المدينة، لكن ذهبت مجدداً بعد أن رأت دمية على بوابة المدينة مكتوب عليها «أيَّتها المرأة إحمينا».

## الممثِّلين
- راجكومار راو - فيكي
- شرادها كابور - ساحرة لم تذكر إسمها
- بانكاج تريباثي - رودرا
- أبارشاكتي كورانا - بيتو، صديق فيكي
- فلورا سايني - بدور «امرأة»
- نورة فتحي - (ظهور خاص في أغنية "Kamriyaa")
- كريتي سانون - (ظهور خاص في أغنية "Aa Ao Kahee Havelee pe")
- أبهيشيك بنرجي - جانا صديق فيكي
- فيجاي راج - شاستري
- أكاش دابهاد - ناريش
- أتول شريفستافا - والد فيكي
- رامكريشنا دهاكد - مساعد خياط

## الإصدار
كان عرض المقطع الدِّعائي للفيلم في 26 يوليو 2018، وعُرض الفيلم في كل أنحاء العالم في 31 أغسطس 2018.